# Laika de Karelia

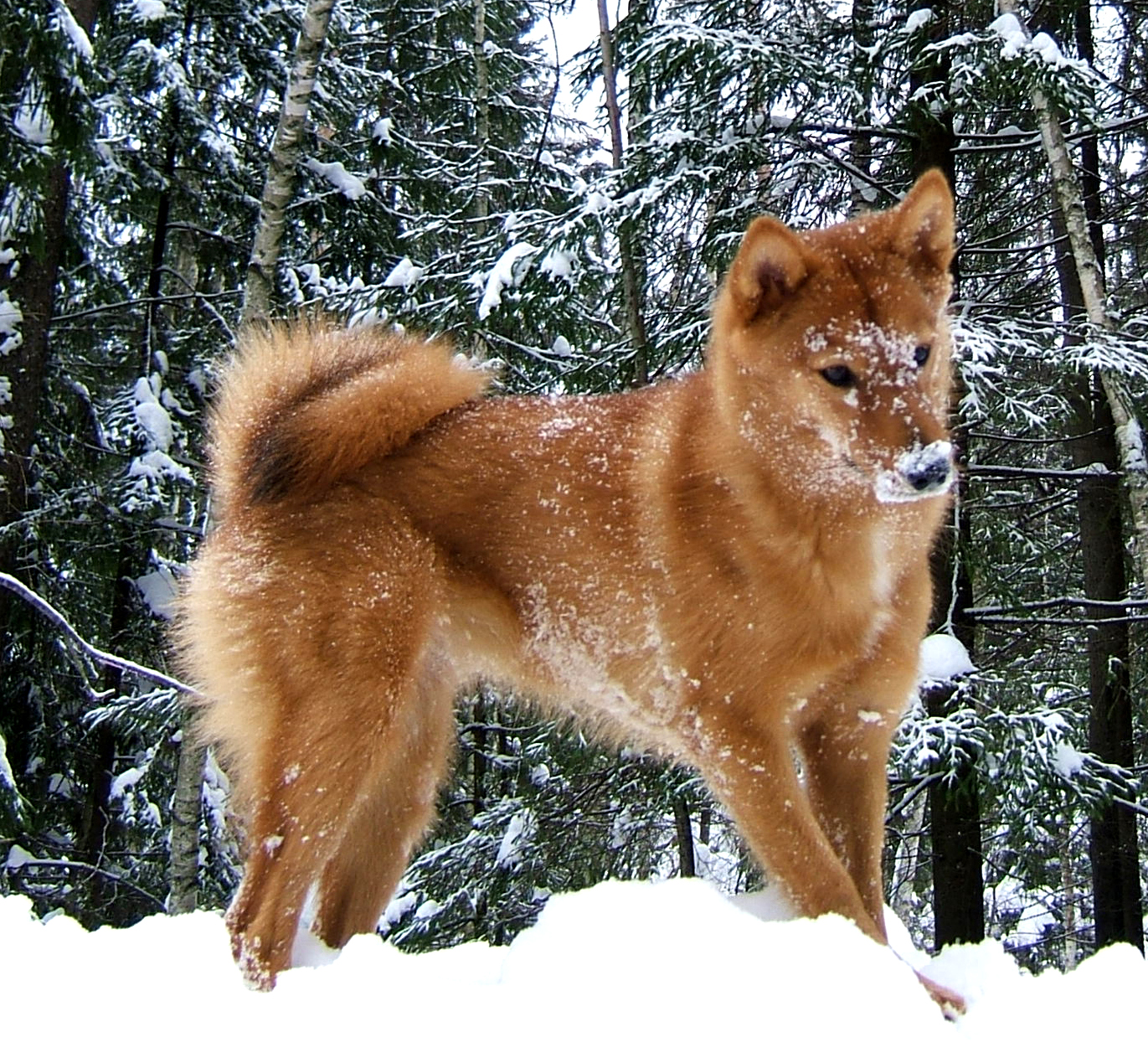
Karelo-Finnish Laika.

El Laika de Karelia (Karelo-Finnish Laika) es una antigua raza de perro de caza originaria de la región de Karelia, que abarca parte de Rusia y Finlandia. Las federaciones caninas rusa y finesa la reconocen como Spitz finlandés.

## Caza
Es extremadamente buen cazador de piezas pequeñas como ardillas o urogallos. Debido a que es un perro de tamaño pequeño, en ocasiones tiene problemas para pasar entre hierbas altas, pantanos o nieve; tienen, sin embargo, un muy buen sentido del oído, lo que les ayuda en gran medida en estos casos. Se tiene constancia de ataques a osos por parte de esta raza canina